# Bruno Beater
Bruno Beater (ur. 5 lutego 1914 w Berlinie, zm. 9 kwietnia 1982 tamże) – niemiecki komunista, generał pułkownik, I zastępca ministra bezpieczeństwa państwowego NRD (1964–1982).

## Życiorys
Uczył się w szkole ludowej, w latach 1928–1932 uczeń cieśli, później cieśla. Od października 1936 do listopada 1938 odbywał służbę w Wehrmachcie (68 pułk piechoty w Brandenburgu), w sierpniu 1939 ponownie powołany do służby wojskowej, żołnierz 230 pułku piechoty 76 Dywizji Piechoty, walczył z Francją, później służył w okupowanej Polsce i w Rumunii. Od 1941 walczył na froncie wschodnim, m.in. pod Stalingradem, później służył we Francji, jesienią 1943 walczył we Włoszech przeciwko aliantom, od grudnia 1943 ponownie na froncie wschodnim, w lipcu 1944 wzięty do sowieckiej niewoli, gdzie niewoli wstąpił do Komitetu Narodowego Wolne Niemcy, 1945 walczył pod Wrocławiem po stronie Armii Czerwonej. Od maja do października 1945 agitator w obozie dla jeńców we Wrocławiu-Psim Polu, wstąpił do KPD, od 1946 członek SED. Od 1 października 1945 pracował w Niemieckiej Policji Ludowej, kierował policją kryminalną w Hennigsdorfie, później w powiecie Osthavelland.
Od 1 września 1949 funkcjonariusz Stasi, od kwietnia do sierpnia 1950 szef Wydziału V Zarządu Stasi w Wielkim Berlinie, od sierpnia 1950 do lipca 1953 szef Wydziału V Ministerstwa Bezpieczeństwa Państwowego NRD, od września 1950 inspektor, a od stycznia 1953 pułkownik Stasi, od lipca do listopada 1953 szef Wydziału V Stats-Sekretariatu Bezpieczeństwa Państwowego Ministerstwa Spraw Wewnętrznych NRD, od listopada 1953 do lipca 1955 szef Głównego Wydziału V Stats-Sekretariatu Bezpieczeństwa Państwowego MSW NRD, od listopada 1955 do grudnia 1963 zastępca ministra bezpieczeństwa państwowego NRD, w październiku 1959 awansowany na generała majora, 1962–1963 studiował w Wyższej Szkole Partyjnej im. Karola Marksa przy KC SED (Parteihochschule Karl Marx), w 1964 ukończył Wyższą Szkołę Prawniczą MBP (Juristische Hochschule Potsdam). Od stycznia 1964 do kwietnia 1982 I zastępca ministra bezpieczeństwa państwowego NRD, w lutym 1965 mianowany generałem porucznikiem, a w lutym 1980 generałem pułkownikiem. Od 1973 członek KC SED.

## Ordery i odznaczenia
- Orderem Karla Marksa (1974)
- Order Zasługi dla Ojczyzny (1969).